# Славчо Стојменски
Славчо Стојменски (Штип, 25. новембар 1921 — Штип, 17. август 1943), учесник Народноослободилачке борбе и народни херој Југославије.

## Биографија
Рођен је 25. новембра 1921. године у Штипу, у сиромашној радничкој породици. Основну школу и гимназију завршио је у Штипу. Пошто је био одличан ученик, његова породица је успела уз велике напоре да му обезбеди школовање.
Приљатељство са Ванчом Пркевим утицало је на његово политичко формирање. Обојица су се укључили у револуционарни омладински покрет. Тамо су читали марксистичку литературу и окупљали се на састанцима. Још као ученик, Славчо је био познат полицији. Више је пута прозиван у полицију и саветован да се одрекне револуционарне делатности. Међутим, он и даље учествује у радничком покрету и формира се као комуниста.
Првих дана окупације, Славчо успева да у Штипу формира више група СКОЈ-а. Њихове чланове припрема да буду спремни да се на позив Комунистичке партије Југославије сврстају у партизанске редове.
Славчо се истакао на једном конкурсу за математику, па је због тога добио стипендију бугарског министарства просвете и постао студент Софијског универзитета. Међутим, он се и даље ангажује у Народноослободилачкој борби. У јесен 1941. године враћа се у Штип и постаје члан Месног комитета СКОЈ-а.
Бугарска полиција му је ушла у траг, па је 1942. године ухапшен. Приликом спровођења у затвор успео је да побегне и од тада живи и ради као илегалац. Полиција га стално прогони и настоји да га поново ухвати. Он свеједно, као илегалац, обилази целу источну Македонију и ради на организовању Народноослободилачког покрета. Повремено би се ноћу враћао у Штип како би поднео извештај о извршеним задацима и добио нове директиве.
Почетком 1943. године постао је члан Обласног комитета Комунистичке партије Македоније. Да би проучили ситуацију и координирали акције у сврху распламсавања Народноослободилачке борбе, чланови Обласног комитета су се у августу 1943. године окупили на састанак у Штипу. Полиција је сазнала за то и 17. августа опколила кућу у којој је држан састанак. У борби која је настала, неки чланови Обласног комитета успели су да се пробију, али је Славчо то приликом смртно погођен.
Указом председника Федеративне Народне Републике Југославије Јосипа Броза Тита, 11. октобра 1953. године, проглашен је за народног хероја.